# Walter Streule
Walter Joseph Streule (Zurigo, 11 agosto 1882 – ...) è stato un dirigente sportivo e calciatore svizzero, di ruolo attaccante..

## Carriera
Walter Streule fu un giocatore della Juventus per due stagioni. Fece il suo esordio contro il Torinese il 6 marzo 1904 partita vinta per 3-2, mentre la sua ultima partita fu contro il Milan, in un pareggio per 0-0 il 29 aprile 1906. In totale collezionò 9 presenze e 2 reti in bianconero. Le sue uniche due reti le segnò proprio contro il Milan in due partite nel 1904.
A seguito dell'allontanamento di Alfred Dick dalla presidenza del club bianconero, Streule seguì l'imprenditore svizzero nella sua nuova società, il Torino. Del club granata Streule fu sia calciatore che dirigente, ricoprendo il ruolo di segretario della società.

## Statistiche

### Presenze e reti nei club
| Stagione        | Club            | Campionato      | Campionato | Campionato | Campionato |
| Stagione        | Club            | Comp            | Pres       | Reti       |            |
| --------------- | --------------- | --------------- | ---------- | ---------- | ---------- |
| 1903-1904       | Juventus        | PC              | 4          | 2          |            |
| 1905-1906       | Juventus        | PC              | 5          | 0          |            |
| Totale Juventus | Totale Juventus | Totale Juventus | 9          | 2          |            |
| 1906-1907       | Torino          | PC              | 4          | 0          |            |
| Totale Torino   | Totale Torino   | Totale Torino   | 4          | 0          |            |
| Totale          | Totale          | Totale          | 13         | 2          |            |